# Копривщенска одая
„Копривщенската одая“ в Рилския манстир е богато декориран салон, сред няколкото стаи (архондарици) за пребиваване на копривщенци по време на поклонението им в светата обител.
Одаята е създадена през 1834 година.Таванът на одаята е цял покрит със забележителна дърворезба, а на една паметна плоча на стената и днес се четат изписани имената на дарителите: Ганчо Бъзювич, Рат Толювич, Никола чичо дели-делва (Делиделвов), Спас Бедрек, Никола Десювич и майка им Генчовица и др. В манастирската църква има страничен параклис-олтар, където е изографисан образът на Петко Догана.
Таванът на одаята е изпълнен в напълно копривщенския архитектурен стил. Неговите три разработени плана отвън в посока към центъра на конструкцията стават все по-богати и преминават към характерните за българския барок кобилични форми. Таванът на одаята символизира развитието на копривщенската архитектура и нейните главни композиционни принципи.
Петко Доганов е имотен копривщенски бегликчия, щедър ктитор на рилската света обител и храм „Успение на Пресвета Богородица“ в град Копривщица. През 1815 е построена голямата Доганова къща в град Копривщица.
Чорбаджията често е ходил в манастира, придружен от свита от стотина души. Там церемониално е посрещан от монашеското братство с тържествена церемония пред Самоковските порти.
Чорбаджи Петко Доганов се прославил като собственик на редки породисти коне. Така е и изписан, яхнал жребец от един калугер (монах) от Трявна, на когото Догана в 1832 г. е заплатил, според надписа на иконата, 1200 гроша. Иконата, също, като тази на Захарий Зограф се нарича „Свети Евстатий“ и се намира в старата църква „Успение Богородично“.
Други настойници на Рилския и Бачковския манастири, а и на българските църкви в „Мараша“ и „Каршиака“ във Филибе са хора от семейството и главно Вълко Чалъков.
Освен копривщенската стая в манастира има над тридесет добре подредени, носещи имената на родните места на ктиторите им: „Тетевенска“, „Чирпанска“, „Кюстендилска“ и „Габровска“ гостни стаи. Особено добре са представени с декоративната, стенописна и дърворезбена декорация „Копривщенската“, „Чирпанската“ и „Тетевенската“ стаи.
Други копривщенски дарители на Рилският манастир, изографисани в него са благодетелите, освен чорбаджи Вълко и чорбаджи Петко Доганов (вуйчо на Любен и Петко Каравелови) са Лулчо Т. Стефлеков и чорбаджи Тодор Хр. Доганов.